# Sándor Veress

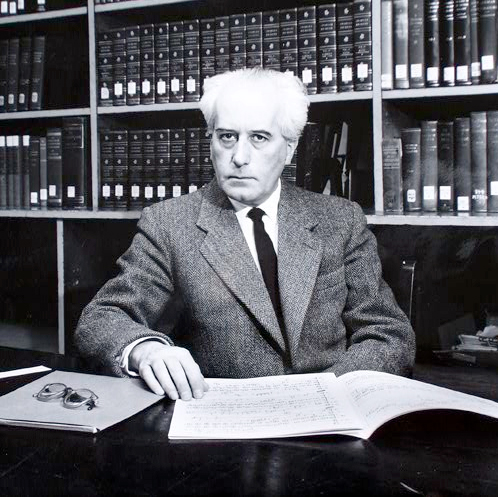
Sándor Veress

Sándor Veress, född 1 februari 1907 i Kolozsvár (tyska: Klausenburg), i dåvarande Österrike-Ungern, nu Cluj-Napoca i Rumänien, död 4 mars 1992 i Bern, var en schweizisk tonsättare av ungersk börd. Till 1949 var han bosatt i Ungern, men emigrerade sedan till Schweiz där han var bosatt till sin död. Han blev schweizisk medborgare strax innan han avled.
Veress undervisade vid Liszt-akademien i Budapest. Bland hans elever märks bland andra György Ligeti, György Kurtág, Heinz Holliger, Heinz Marti, Jürg Wyttenbach och Roland Moser. Han komponerade många kammarmusikverk och symfonier och en opera Hangyegyek lázadása (1931).